# Martigny (Manche)
Pour les articles homonymes, voir Martigny (homonymie).
Martigny est une ancienne commune française du département de la Manche et de la région Normandie, peuplée de 311 habitants, commune déléguée au sein de Grandparigny depuis le 1er janvier 2016.

## Géographie

### Géologie et relief
La superficie de la commune était de 889 ha et son altitude variait de 69  à   131 mètres à la Hodinière.

## Toponymie
Le nom de la localité est attesté sous la forme Martigneium.
Toponyme issu de l'agglutination du nom de personne gallo-romain Martinius et du suffixe acum qui signifie la « terre de Martin », « la propriété de Martinus ».
Le gentilé est Martignais.

## Histoire

### Moyen Âge
La paroisse eut au XIIe siècle, pour premier seigneur Geoffroy, puis son fils Robert et son petit-fils Philippe. le village formait un fief qui a appartenu à Robert Servain, écuyer.

### Temps modernes
Au XVIe siècle, c'est Jean Gosselin qui en est le seigneur, et est anobli en 1519 avec son frère Robert Gosselin, chanoine de Créteil, et qui fut premier écuyer et valet de chambre ordinaire du roi Henri II. Avec son fils, Joachim Gosselin, cités comme seigneurs de Martigny, ils firent restaurer le chevet de l'église. La verrière en fait foi !

## Politique et administration
| Période                                  | Période  | Identité     | Étiquette | Qualité |
| ---------------------------------------- | -------- | ------------ | --------- | ------- |
| juin 1995                                | En cours | Gérard Esneu | SE        |         |
| Les données manquantes sont à compléter. |          |              |           |         |

## Population et société

### Démographie
L'évolution du nombre d'habitants est connue à travers les recensements de la population effectués dans la commune depuis 1793. À partir du 1er janvier 2009, les populations légales des communes sont publiées annuellement dans le cadre d'un recensement qui repose désormais sur une collecte d'information annuelle, concernant successivement tous les territoires communaux au cours d'une période de cinq ans. 
Pour les communes de moins de 10 000 habitants, une enquête de recensement portant sur toute la population est réalisée tous les cinq ans, les populations légales des années intermédiaires étant quant à elles estimées par interpolation ou extrapolation. Pour la commune, le premier recensement exhaustif entrant dans le cadre du nouveau dispositif a été réalisé en 2007,.
En 2021, la commune comptait 311 habitants, en évolution de +9,51 % par rapport à 2015 (Manche : +0,44 %, France hors Mayotte : +2,49 %).
| 1793 | 1800 | 1806 | 1821 | 1831 | 1836 | 1841 | 1846 | 1851 |
| ---- | ---- | ---- | ---- | ---- | ---- | ---- | ---- | ---- |
| 680  | 717  | 743  | 759  | 762  | 813  | 810  | 821  | 743  |

| 1856 | 1861 | 1866 | 1872 | 1876 | 1881 | 1886 | 1891 | 1896 |
| ---- | ---- | ---- | ---- | ---- | ---- | ---- | ---- | ---- |
| 766  | 738  | 730  | 704  | 731  | 707  | 702  | 662  | 606  |

| 1901 | 1906 | 1911 | 1921 | 1926 | 1931 | 1936 | 1946 | 1954 |
| ---- | ---- | ---- | ---- | ---- | ---- | ---- | ---- | ---- |
| 600  | 599  | 524  | 508  | 528  | 524  | 506  | 542  | 504  |

| 1962 | 1968 | 1975 | 1982 | 1990 | 1999 | 2007 | 2011 | 2016 |
| ---- | ---- | ---- | ---- | ---- | ---- | ---- | ---- | ---- |
| 457  | 421  | 357  | 360  | 339  | 317  | 321  | 304  | 283  |

| 2019 | - | - | - | - | - | - | - | - |
| ---- | - | - | - | - | - | - | - | - |
| 276  | - | - | - | - | - | - | - | - |

### Vie associative
Repas du club du 3e Age en février et des AFN en mai.

## Culture locale et patrimoine

### Lieux et monuments

#### Patrimoine civil
- Le Manoir du XVIIIe siècle.
- Ferme pédagogique de la Gravelle.
- Lavoir.

#### Patrimoine religieux
- L'église qui a pour patron saint Martin date des XIVe, XVIe – XVIIIe siècles. Sont chœur avec armoiries date du XVIe siècle. L'édifice est partiellement inscrit en 1939 au titre des monuments historiques pour sa voûte en berceau lambrissée peinte de la nef portant des inscriptions notamment du seigneur de Martigny et des entrepreneurs Virey et Buay[10].

Hormis des peintures monumentales du XVIe classées, elle abrite trois objets classés en 1908 aux monuments historiques : une chaire à prêcher du XVIIe siècle, une statue de la Vierge à l'Enfant, du tournant des XVIe et XVIIe siècles et un vitrail Renaissance, baie no 0, de la Sainte Parenté du Christ des XVIe et XIXe siècles, ainsi qu'un maître-autel du XVIIe, un lutrin du XVIIIe, un Chemin de croix du XXe peint par l'abbé André Lecoutey.
- Oratoire Notre-Dame du XXe siècle.
- Croix de cimetière du XIXe siècle.

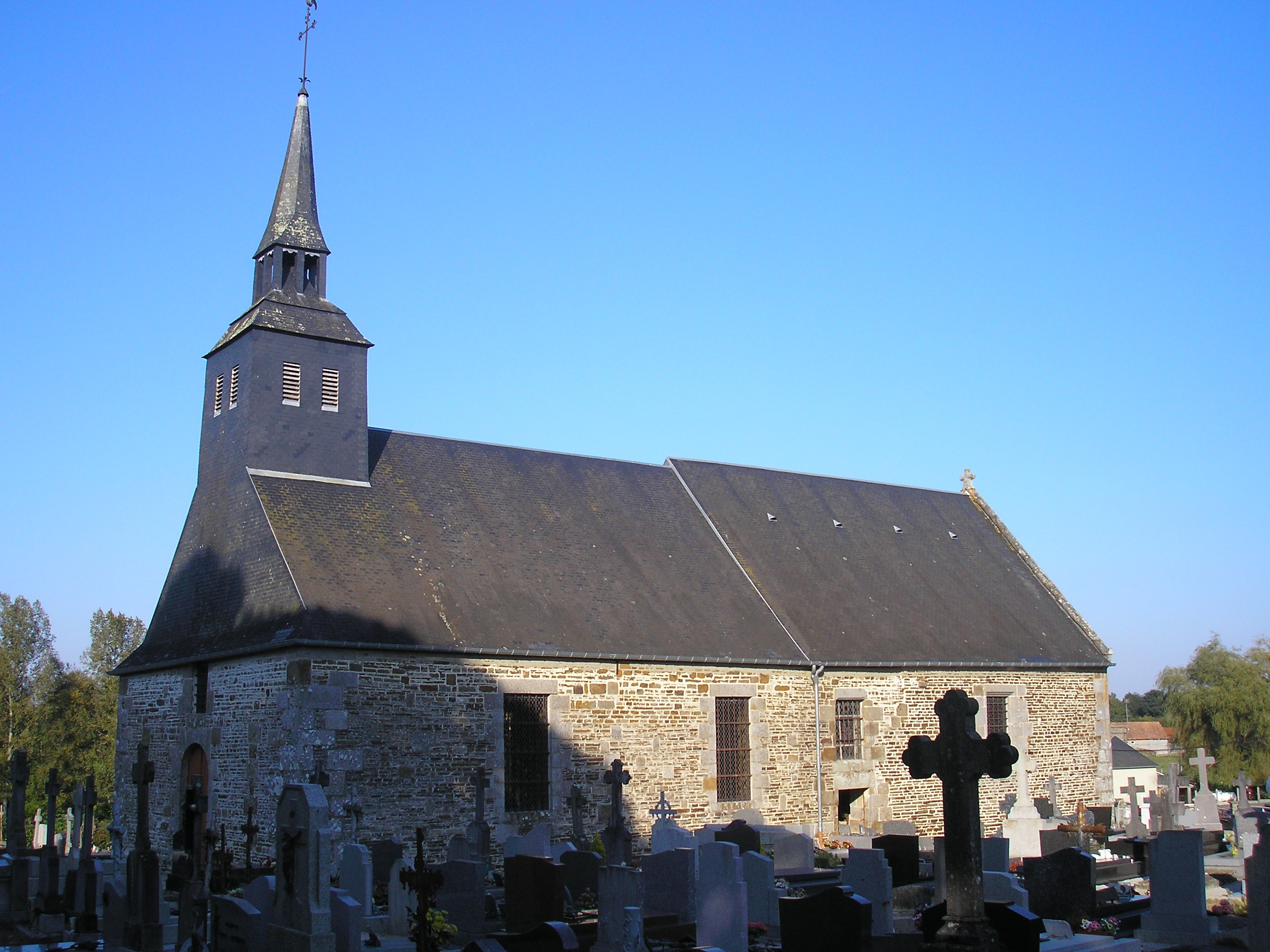
Vue méridionale de l'église Saint-Martin.
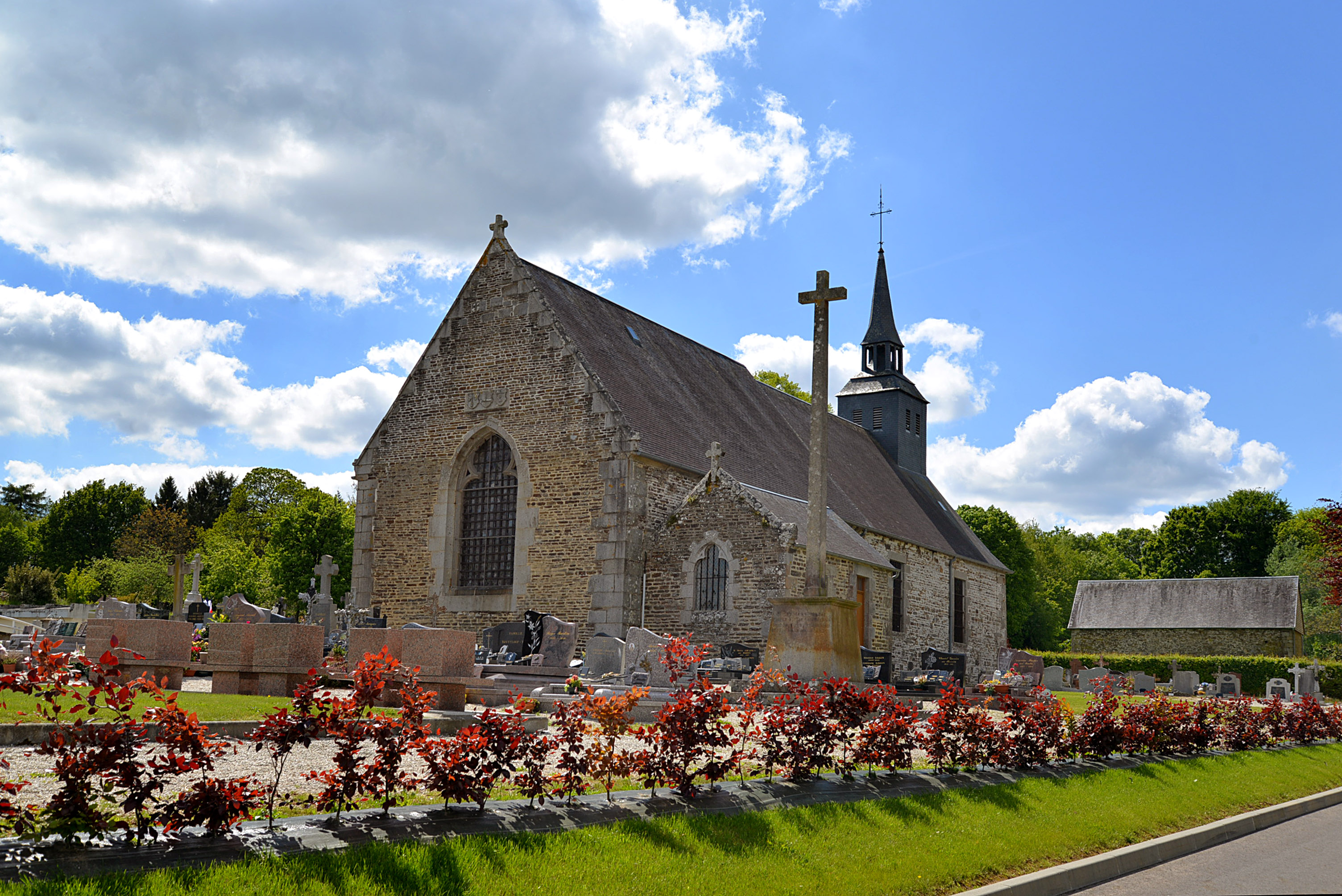
Vue nord-est de l’église Saint-Martin.
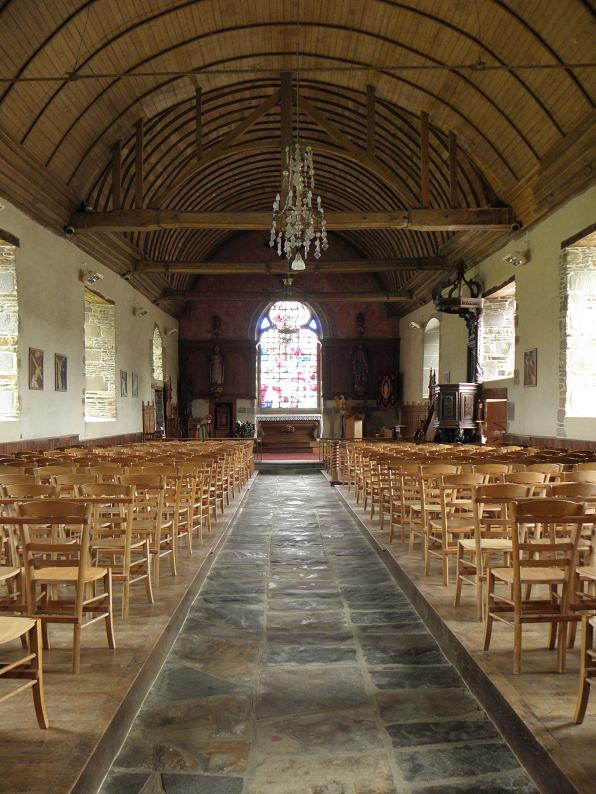
L'intérieur de l'église paroissiale.
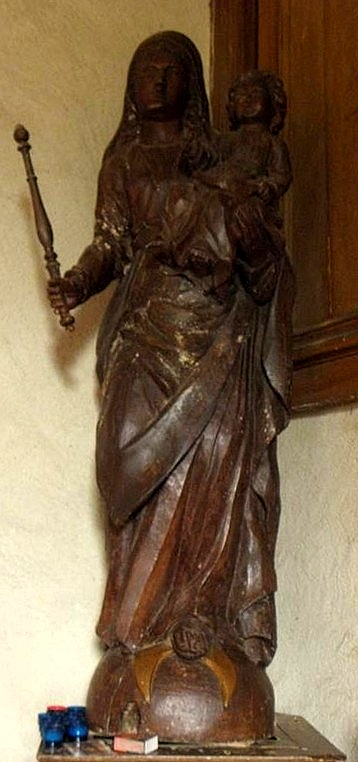
La Vierge à l'Enfant, classée.
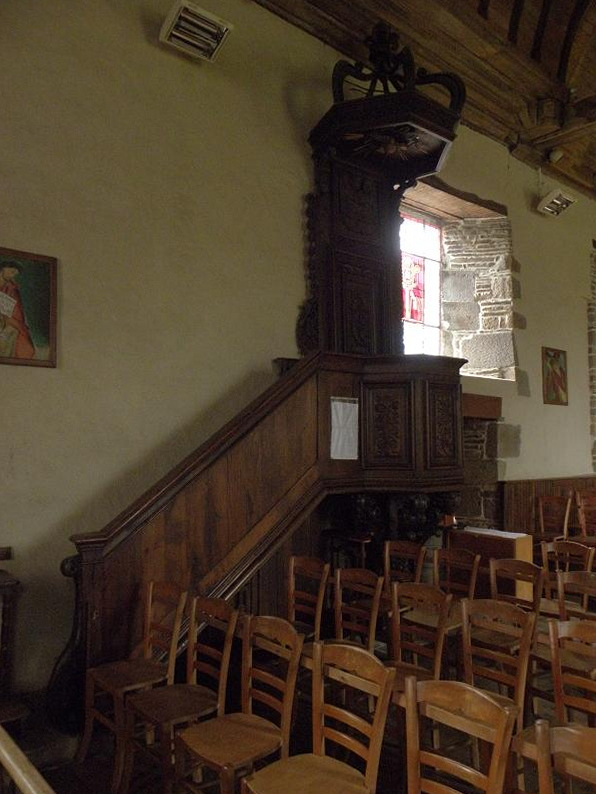
La chaire à prêcher du XVIIe siècle.
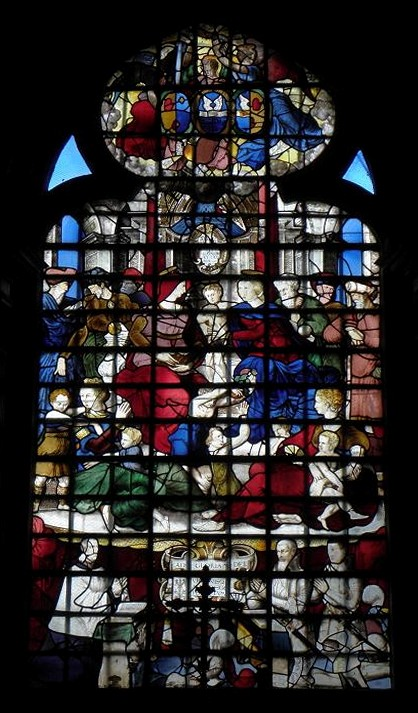
Le vitrail de la Sainte-Parenté du Christ.

### Personnalités liées à la commune
- Victor Gastebois (Martigny, 1871 - 1938), enseignant et historien de la Manche.